# Janez Sušnik
Janez Sušnik, slovenski varnostni inženir in politik, * 18. september 1942.
Med letoma 2002 in 2007 je bil član Državnega sveta Republike Slovenije; v tem času je bil tudi predsednik istega sveta. Dva mandata je predsedoval tudi Zvezi društev upokojencev Slovenije (do 2023).